# François Dominique Barbe Berthélemy des Radrais
Pour les articles homonymes, voir Berthélemy.
François Dominique Barbe Berthélemy des Radrais, né le 21 mars 1771 à Faucogney (Haute-Saône), mort le 30 décembre 1837 à Paris, est un général français du XIXe siècle.

## États de service
Il entre en service le 10 octobre 1791, comme grenadier dans le 1er bataillon de volontaires de la Corrèze, et le 27 janvier 1793, il passe en qualité de sous-lieutenant dans un bataillon de chasseurs francs. 
Affecté à l’armée du Rhin en 1792 et 1793, il est blessé à la jambe gauche sur les bords du Rhin en novembre 1792, ainsi qu’au siège de Mayence, où il reçoit plusieurs coups de sabre et un coup de feu à la jambe gauche. il mérite par sa brillante conduite, le grade de lieutenant le 13 avril 1793 et celui de capitaine le 1er mai suivant. Le 21 mars 1794, il est muté au 19e régiment de dragons, et il fait, avec ce corps, les guerres de l’an II à l’an IX aux armées de Ouest, de la Moselle, du Rhin et Italie. 
Il est nommé chef d’escadron provisoire le 3 septembre 1799, et confirmé dans ce grade le 20 novembre 1799. Il est réformé par mesure général le 22 mai 1802, et il reste dans cette position jusqu’au 6 novembre 1806. Cependant sa non activité n’a pas fait oublier au gouvernement ses bons et loyaux services, et le 26 novembre 1803, il est fait chevalier de la Légion d’honneur.
Remis en activité à l’état-major général de la Grande Armée, il se fait particulièrement remarquer lors des campagnes de Prusse et de Pologne de 1806 et 1807. Le 8 décembre 1806, il passe au 10e régiment de dragons, et il est nommé adjudant-commandant (colonel d’état-major) le 30 mai 1807. Envoyé en Espagne, il y fait les campagnes de 1808 à 1811, et il est créé chevalier de l’Empire le 12 novembre 1809.
De retour en France en 1811, il est mis à la disposition du ministre de la guerre, mais des infirmités contractées dans les camps ont considérablement altérés sa santé, et il obtient le 9 octobre 1811, un congé de réforme. 
Lors de la première restauration, il est remis en activité le 26 mai 1814, comme chef d’état-major de la 20e division militaire, et il reste dans cette position jusqu’au 1er janvier 1816. Il reçoit la décoration du Lys le 16 mai 1814, et il est fait officier de la Légion d’honneur le 24 août 1814, puis chevalier de Saint-Louis le 5 octobre suivant, par le roi Louis XVIII. Il est admis à la retraite le 5 novembre 1825, et il est promu maréchal de camp honoraire le 1er novembre 1826.
Il meurt le 30 décembre 1837, à Paris.

## Dotation
- Le 12 novembre 1809, donataire d’une rente de 2 000 francs sur les biens réservés en Westphalie.

## Armoiries
| Armoiries | Nom du chevalier et blasonnement |
| --------- | --- |
|           | Chevalier François Dominique Barbe Berthélemy des Radrais et de l'Empire, décret du 3 janvier 1809, lettres patentes du 12 novembre 1809. D'argent au sabre de sable adextré de deux étoiles d'azur senestré de deux molettes du même sur le tout posé en bande soutenu d'une champagne de gueules du tiers de l'écu au signe des chevaliers. Livrées : blanc, gris, bleu, rouge. |

## Sources
- A. Lievyns, Jean Maurice Verdot, Pierre Bégat, Fastes de la Légion-d'honneur, biographie de tous les décorés accompagnée de l'histoire législative et réglementaire de l'ordre, Tome 2, Bureau de l’administration, 1842, 344 p. (lire en ligne), p. 278.
- « Cote LH/209/32 », base Léonore, ministère français de la Culture
- « La noblesse d’Empire » (consulté le 8 janvier 2016)
- Vicomte Révérend, Armorial du premier empire, tome 1, Honoré Champion, libraire, Paris, 1897, p. 83.
- François Dominique Barbe Berthélemy des Radrais  sur roglo.eu
- Danielle Quintin et Bernard Quintin, Dictionnaires des colonels de Napoléon, S.P.M., 2013, 978 p. (ISBN 978-2-296-53887-0, lire en ligne), p. 95